# Rhûn

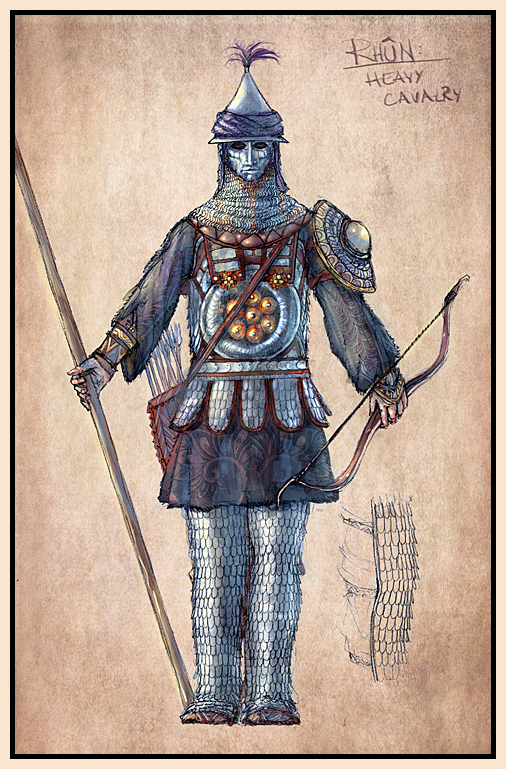
Chevalier de Rhûn

Rhûn est une région de la Terre du Milieu, monde imaginé par J. R. R. Tolkien. Il s'agit d'un terme général décrivant toutes les terres situées à l'est du Rhovanion et du Mordor, mal connues des habitants de l'Ouest de la Terre du Milieu.

## Étymologie
Comme la plupart des toponymes de la Terre du Milieu, le nom Rhûn est sindarin et désigne l'Est, l'Orient (rómen en quenya).

## Géographie

Carte de la Terre du Milieu à partir du Second Âge.

Les étendues de Rhûn sont peu décrites dans l'œuvre de Tolkien. La carte du Seigneur des anneaux n'en montre que les franges les plus occidentales, avec la mer de Rhûn dans laquelle se jettent Carnen et Celduin (la « Rivière courante » de Bilbo le Hobbit). Au nord, les Collines de Fer sont également situés entre Rhovanion et Rhûn.
Les mentions de cette région insistent sur son ampleur : « de vastes terres non portées sur la carte, des plaines sans nom et des forêts inexplorées » dans la vision de Frodon sur l'Amon Hen, ou les « nombreux rois [...] venus de l'Est au service du Mordor » décrits par le messager du Gondor à Théoden. Même Gandalf, réputé être grand voyageur, admet que « dans l'Est, je n'y vais pas » ; en revanche, Aragorn indique s'être rendu « jusque dans les pays lointains de Rhûn et de Harad, où les étoiles sont étranges » durant le conseil d'Elrond, sans plus de précisions.
Le Silmarillion offre un aperçu de la géographie de l'Est de la Terre du Milieu lors du Premier Âge : sont décrits la vaste mer d'Helcar et, au-delà, les Orocarni « Montagnes Rouges », ainsi que Cuiviénen et Hildórien, lieux d'éveil respectifs des Elfes et des Hommes.
De la faune du Rhûn, on ne connaît que le bétail d'Oromë (Araw) chassé par Vorondil, Intendant du Gondor au XXIe siècle du Troisième Âge.

## Population
Les premiers habitants du Rhûn sont les Avari, les Elfes qui refusent de se rendre en Valinor auprès des Valar. Quatre des sept tribus naines y demeurent également, en des lieux inconnus. Les principaux habitants de la région en nombre sont cependant les Hommes, regroupés sous l'appellation « Orientaux » (Easterlings) et soumis en majorité à Sauron. Au Troisième Âge, ils se montrent l'un des principaux périls auxquels doit faire face le Gondor. L'histoire des guerres entre Gondoriens et Orientaux est essentiellement relatée dans l'Appendice A au Seigneur des anneaux et l'ensemble de textes rassemblés sous le titre « Cirion et Éorl » dans Contes et Légendes inachevés.
La première invasion du Gondor par les Orientaux a lieu en 490 T.A. et est repoussée par le roi Rómendacil Ier, qui périt en 541, toujours en combattant les Orientaux. Son fils Turambar les repousse et conquiert le Rhovanion au sud de la Forêt Noire. Trop peu peuplé, le Gondor ne conserve guère longtemps ces terres, qui restent occupées par un peuple allié, les Hommes du Nord. Cependant, une partie de ces Hommes s'allie aux Orientaux, par appât du gain ou par conviction, et ceux-ci commencent à occuper de nouveau le sud du Rhovanion. En 1248, le régent Minalcar chasse les Orientaux de la région à la tête d'une grande armée.
L'offensive majeure suivante est à mettre au fait des Gens-des-Chariots (Wainriders), qui harcèlent le Gondor pendant près d'un siècle (1851-1944) et le conduisent presque à sa ruine. En 1856, le roi Narmacil II est vaincu et tué, avant d'être vengé quelques années plus tard par son fils Calimehtar. Les Gens-des-Chariots s'allient alors aux habitants du Khand, au sud-est du Mordor, pour attaquer le Gondor sur deux fronts. En 1944, le roi Ondoher est tué lors de l'offensive au nord, mais le général Eärnil, victorieux au sud, remonte en hâte vers le nord, tombe sur les Orientaux occupés à fêter leur victoire, et les anéantit.
Les Orientaux se manifestent à nouveau en 2510 : une peuplade, les Balchoth, envahit le Calenardhon, et l'Intendant Cirion n'est sauvé que par l'arrivée des Éothéod, descendants des Hommes du Nord, qui triomphe des Balchoth à la bataille des champs du Celebrant. En remerciement, Cirion offre à Eorl le Jeune, chef des Éothéod, la province du Calenardhon pour lui et son peuple. Elle devient le royaume du Rohan.
Lors de la guerre de l'Anneau, les Orientaux constituent une part importante des armées du Mordor, mais leur nombre n'empêche pas Sauron d'être vaincu à la bataille des champs du Pelennor, puis définitivement à la bataille du Morannon.
Dans un texte datant de l'année de sa mort, Tolkien indique que les Mages Bleus partis dans l'Est et dont on perdit la trace jouèrent un rôle important dans l'histoire du Troisième Âge : en semant la dissension parmi les Orientaux, ils auraient empêché ceux-ci de s'unir et de submerger le Gondor par leur simple nombre.

## Conception et évolution
Le Rhûn a commencé à se développer dès le Premier Âge. Son peuple était alors les traîtres, suivant Ulfang. Il apparaît d'ailleurs comme les "Hommes bistrés", dans la quatrième bataille du Beleriand. Pendant le Deuxième Âge, les "Orientais" se joignirent à Sauron. Ils reparaissent durant le Troisième Âge comme les "Chariotiers". Et tout ce temps durant, ils bâtirent une civilisation importante. La capitale, seule ville du Rhûn connue, s'appelle "Terre des Kines", en référence à ces bœufs légendaires qui vivaient près de la mer du Rhûn, à la naissance d'Arda. Elle est faite dans un style oriental. À part ça, Tolkien a donné peu de détails à propos de cette contrée orientale prospère. Elle ressemblerait à Carthage. 
Son armée a beaucoup évolué elle aussi. Elle est passée d'un style occidental, avec des hauts casques à l'anglaise à des armures d'un style oriental particulier, avec ces sortes de cornes qui ornent leurs casques et ce plastron garni de pointes qui se déplacent pour améliorer la mobilité tout en gardant la protection. De plus, ils ont des olifants de combat. Sorte d'éléphants très mobiles, et presque immortel, ils permettent d'attaquer le sol et de tirer sur l'ennemi tout en restant à l'abri. L'économie la plus prospère du Rhûn est celle du vin, en raison du Dorwinion, pays où l'on cultive le vin en masse, et où il pousse magnifiquement bien. Il y a de plus des bâtiments semblables à des souks et des mosquées.
Le Proche Rhûn n'a presque jamais été libre. Pendant le Deuxième Âge, il fut conquis par le Gondor, et, durant le Troisième Âge, il fut sous l'emprise de Sauron. Au Quatrième Âge, il fut libéré et inclus dans le royaume réunifié, mais le Rhûn Oriental devint simplement une enclave de celui ci, au même titre que Nurn et le Harad. 